# Mattias Andersson
Mattias Andersson (født 29. marts 1978 i Husie) er en svensk tidligere håndboldspiller, der efter at være begyndt i Ystads IF blandt andet spillede for FC Barcelona og for de tyske bundesligaklubber THW Kiel, TV Großwallstadt og SG Flensburg-Handewitt.
Han spillede 148 kampe for svenske landshold og var blandt andet med til at vinde sølv ved OL 2012.
Efter sin aktive karriere har han været målmandstræner for THW Kiel.